# Ryōkan Taigu
Ryōkan Taigu (jap. 良寛大愚 Ryōkan Taigu; ur. 2 listopada 1758, zm. 6 stycznia 1831) – japoński mistrz zen związany ze szkołą sōtō, poeta i kaligraf.

## Życiorys

### Wczesne lata
Ryōkan urodził w 1758 w wiosce nadmorskiej Izumozaki w prowincji Echigo (obecnie prefektura Niigata), w północnej części wyspy Honsiu. Jest to kraina śniegu i największych trzęsień ziemi w historii Japonii. Wyspa Sadō była miejscem zsyłki buntowników oraz źródłem złota wydobywanego w kopalniach.
Ojciec Ryōkana – noszącego wtedy imię Eizō – Inan (1738-1795) był naczelnikiem wioski (tytuł był dziedziczony) i kapłanem shintō. Był także poetą o dalekich powiązaniach ze szkołą haiku Bashō. O matce wiadomo tylko, że pochodziła z wyspy Sado.
Ryōkan rozpoczął naukę w konfucjańskiej akademii w wieku ok. 10 lat. Otrzymał tam podstawowe wykształcenie w klasyce zarówno chińskiej, jak i japońskiej. Jego nauczycielem był Ōmori Shiyō (zm. 1791). Zamiarem ojca było przekazanie swojego stanowiska synowi, jednak Ryōkan, z natury niezwykle uczciwy, unikający wszelkich zwad, kłótni i zawsze gotowy do pojednań, nie mógł nigdy zrozumieć dlaczego inni ludzie nie są tacy jak on i całkowicie nie nadawał się do piastowania stanowiska naczelnika i innych funkcji politycznych.
Przeszedł związany z tym kryzys duchowy oraz także okres 'donjuański' (wieśniacy ukrywali przed nim swoje córki), który nie tylko nie rozwiązał jego problemów, a nawet je jeszcze pogłębił. W wyniku tego kryzysu opuścił dom rodzinny i został mnichem buddyjskim, podobnie jak kilku innych członków jego rodziny.

### Początki praktyki zen
Ryōkan został nowicjuszem w lokalnej świątyni zen szkoły sōtō Kōshō, której opatem był Genjō Haryō. Praktykował w niej przez kilka lat. Ok. 1780 mistrz zen Dainin Kokusen (zm. 1791) odwiedził ją. Ryōkan był pod jego wrażeniem, został uczniem i powrócił razem z nim do klasztoru Kokusena Entsū w Tamashimie (w dzisiejszej prefekturze Okayama). Był to piękny nieduży klasztor z bambusowym laskiem i stawem z kwiatami lotosu, w którym praktykowało ok. 40 mnichów. Większość budynków z tego okresu stoi nadal. Kokusen, tak jak nauczyciele Ikkyū Sōjuna (Kasō) i Hakuina (Shōju), uważał, iż praktyka zen powinna być prowadzona wśród codziennych zajęć.
Ryōkan spędził w Entsū-ji 10 lat. Oprócz praktyki zen studiował dalej chińską klasykę, sutry buddyjskie, poezję i kaligrafię. Odkrył także teksty Dōgena, które wywarły na nim trwałe wrażenie. Przyswoił sobie jego Cztery Wielkie Cnoty: Miłosierdzie, Łagodne Słowa, Dobra Praca i Współodczuwanie. Stosowanie ich w codziennym życiu niejednokrotnie wybawiało go później z nieraz groźnych sytuacji. W tym czasie grasowali po Japonii bandyci, którzy często przebierali się za mnichów. Podróżujący Ryōkan był więc wielokrotnie aresztowany, ale dzięki spokojnej, pełnej współczucia postawie i braku jakiegokolwiek werbalnego wyjaśniania i obrony siebie, wychodził cało z nieraz ciężkich opresji.
W 1790 Ryōkan został głównym mnichem i otrzymał inka – pieczęć potwierdzenia oświecenia. W przeciwieństwie do intensywnych i dramatycznych doświadczeń oświecenia przez Ikkyū i Hakuina, Ryōkan nie miał najpewniej jakiegoś szczególnego, pojedynczego aktu urzeczywistnienia, ale raczej był to naturalny rozwój zgodny ze spokojną tradycją 'po prostu siedzenia jak Budda' szkoły sōtō.
Podczas ordynacji mnisiej otrzymał imię Ryōkan Taigu.
Po śmierci swojego nauczyciela w 1791 Ryōkan opuścił klasztor i udał się na długą 5-letnią pielgrzymkę po Japonii. Przebywał głównie w okolicach wiejskich, unikając miast. Jego celem było jednak spotkanie z mistrzem Shūryū z wielkiego klasztoru rinzai Daitoku. Po przybyciu do Daitoku-ji mnisi utrudniali mu wszelkimi sposobami dotarcie do mistrza. Ryōkanowi w końcu udało się pokonać mur otaczający klasztor i zostawić notatkę dla Shūryū. Kiedy był usuwany z terenu klasztoru pojawił się sam mistrz i ujęty determinacją i szczerością Ryōkan pozwolił mu przychodzić do niego, kiedy tylko zechce. Ryōkan, jak sam potem stwierdził, wiele skorzystał z nauczania w stylu rinzai.
Po śmierci swojej żony (matki Ryōkana) w 1783 ojciec Ryōkana, Inan, udał się do Kioto, gdzie przebywał jeden z jego synów, który zyskał pewną sławę jak uczony. Jednak depresja po śmierci żony spowodowała, iż w 1795 popełnił samobójstwo, topiąc się w rzece Katsura. Ryōkan udał się do Kioto, aby poprowadzić ceremonie pogrzebowe, a następnie wyruszył w pielgrzymkę na świętą górę Kōya, aby się modlić za swoich rodziców.

### Druga połowa życia
Jako spadkobierca Dharmy Kokusena, jednego z najbardziej poważanych mistrzów zen szkoły sōtō w tym okresie, Ryōkan mógł z łatwością zostać opatem jakiegoś ważniejszego klasztoru. Jednak lata życia w biedzie, ciągłym wędrowaniu i w wolności spowodowały, że źle się czuł w klasztorach. Kolejną sprawą, która zniechęcała go do tego, była ówczesna ostra rywalizacja pomiędzy frakcją związaną z klasztorem Eihei, a frakcją klasztoru Sōji, w której musiałby zająć jakieś stanowisko.
Postanowił powrócić więc do miejsca swojego pochodzenia. Po drodze obserwował piękno kraju, odwiedzał święte miejsca. Jak zwykle znalazło to odbicie w jego wierszach.
Przez jakiś czas mieszkał ze zniszczonej chatce w Gomoto. Okoliczni mieszkańcy zaczęli mu przynosić żywność; wkrótce miał jej więcej niż potrzebował i karmił ptaki i zwierzęta. Darowaną odzież rozdawał żebrakom. W jakiś czas potem został rozpoznany i zawiadomiona rodzina przesłała mu różne rzeczy, które odesłał z powrotem i odmówił także powrotu do domu rodzinnego. Kilkakrotnie zmieniał też pustelnie.
W 1797 Ryōkan zamieszkał w pustelni Gogō znajdującej się w gęstym lesie starych sosen i cedrów z klasztorem Kokujō na górze Kūgami. Przebywał tam do 1802. Następnie zamieszkiwał w kilku okolicznych klasztorach szkoły shingon. Do Gogō-an powrócił w 1804 i przebywał w niej do 1816. Jego celem jako pustelnika nie było jednak zupełne odcięcie się od świata i ludzi. Pragnął iść drogą Buddy, który potrafił spokojnie przechodzić pomiędzy sacrum i profanum. W jakiś sposób szedł także drogą dawnych patriarchów zen, którzy medytowali daleko w górach. Z wierszy powstałych w tym okresie wynika, że jego najbliższym towarzyszem stała się natura.
Według Dziesięciu obrazków pasterskich kulminacją praktyki zen jest powrót na rynek z rozdającymi radość rękami. I Ryōkan, tak jak jego wielcy poprzednicy Ikkyū i Hakuin, mieszał się bez najmniejszych problemów z wszelkimi rodzajami ludzkich istot: panami i żebrakami, chłopami, kupcami, rybakami, kurtyzanami, dziećmi, wszelkimi wyrzutkami, itd.
Równocześnie był jednym z kilku zaledwie japońskich mnichów, którzy całkowicie żyli z jałmużny. Wielu z mnichów miało okresy, kiedy pielgrzymowali i żyli z jałmużny (jak np. Ikkyū i Hakuin), ale przez większą część życia, przebywając w klasztorach polegali na bogatych patronach czy parafianach. Ryōkan wychwalał żebranie o żywność jako żywotny element mnisiego życia i świętą praktykę ustanowioną przez samego Buddę.
| Chmury przepłynęły, I niebo jest już czyste- Żebranie o żywność Z czystym sercem Jest niebios błogosławieństwem. |

Ryōkan z wdzięcznością przyjmował każde jedzenie, które otrzymywał. Jeśli ktoś niebacznie ofiarował mu posiłek z mięsem – bez szemrania zjadał go. Nigdy nie marnował jedzenia. Odkładał resztki i zjadał nawet jeśli były już sfermentowane. W zamian pozwalał bez przeszkód kąsać się komarom i pchłom. Sypiał pod moskitierą, jednak zawsze jedna z jego nóg wystawała poza nią, aby nawet w nocy insekty mogły korzystać z jego krwi. Przy okazji żebrania zwykł był również pomagać rodzinom w pracach: rąbał drewno, mył warzywa, rozpalał ogień itp. Gdy nie było już niczego do roboty, siadał w kącie do zazen. Był także znakomitym uzdrowicielem; pomagał i leczył ludzi masażem, przypalaniem, ziołami itp. Brał także udział w typowych grach japońskich chłopców i dziewcząt. Uwielbiał dzieci i napisał o nich wiele wierszy. Nie gardził także piciem sake z okolicznymi chłopami podczas przerw w pracy. Czasami odwiedzał także swoich przyjaciół, którzy opisywali spotkania z nim w swoich wspomnieniach i listach.
Ryōkan skutecznie oparł się także próbom włączenia go w system monastyczny; lokalny pan samurajów pragnął wybudować dla niego klasztor i przybył do jego pustelni ze swoją świtą. Wszyscy musieli czekać na Ryōkana, który zbierał kwiaty. Na propozycję milcząc napisał:
| Wiatr nanosi Wystarczająco spadłych liści Aby rozpalić ogień. |

i wręczył kartkę gościowi, który zrozumiał wiersz i odjechał do swojego zamku.

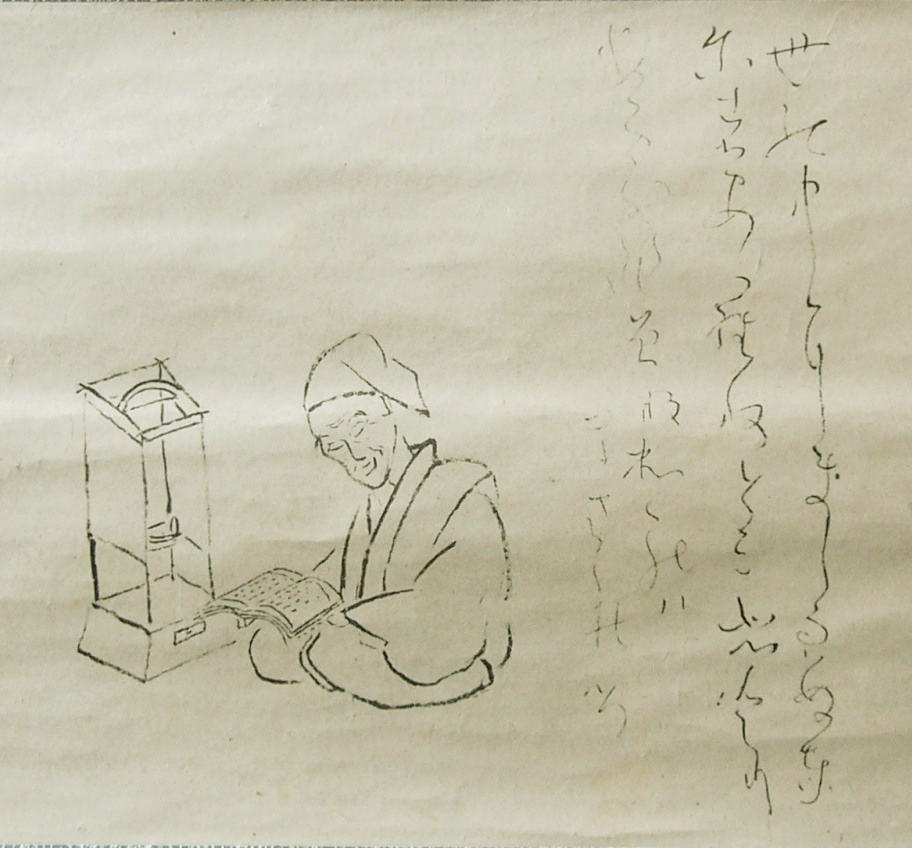
Portret Ryōkana i jego kaligrafia

Mimo tego, że pustelnicze życie było jego wyborem i był z niego bardzo zadowolony, to przechodził okresy, podczas których szczególnie głęboko odczuwał swoją samotność, co odzwierciedlał w wierszach:
| Czasem siedzę spokojnie Słuchając dźwięku spadających liści. Zaiste spokojne jest życie mnicha, Odciętego od wszelkich światowych spraw. Dlaczego zatem ronię te łzy? |

| Gdyby gdzieś Na tym świecie był Ktoś z podobnym umysłem Moglibyśmy spędzić noc Rozmawiając w mojej małej chatce! |

Gdy był już w podeszłym wieku i ciężko mu było wychodzić codziennie z pustelni Gogō lub Otogo, jego przyjaciele przez posłańców zaopatrywali go w potrzebne mu rzeczy, głównie żywność. Wszystkim posyłał noty dziękczynne.
Kiedy z powodu podeszłego wieku jego życie w Gogo-an stało się zbyt uciążliwe, Ryōkan w 1816 r. przeniósł się do pustelni Otogo u podnóża góry Kūgami. W Otogo prowadził podobne życie jak w Gogo-an.
W 1826 r. musiał opuścić Otogo i udał się do wsi Shimazaki, gdzie w zamieszkał w chatce z tyłu budynku należącego do rodziny Kimura. Nie czuł się tam jednak dobrze, porównując się do ptaków w klatce trzymanych przez tę rodzinę.
W wieku 70 lat Ryōkan zakochał się w pięknej, młodej mniszce Teishin (1798–1872). Pomimo tego, że związek ten miał prawdopodobnie całkowicie platoniczny charakter, więzy łączące ich były równie mocne jak w wypadku Ikkyū i Mori. Po ich pierwszym spotkaniu Teishin napisała:
| Czy naprawdę byłeś to ty Którego zobaczyłam, Czy ta radość, Którą czuję jest Tylko snem? |

Korespondowali ze sobą wierszami. Ze względu na czarną mnisią szatę i jego ogorzałą karnację, Ryōkan był nazywany przez Teishin Krukiem, co bardzo mu się podobało, gdyż na Dalekim Wschodzie kruk jest symbolem wiecznej miłości.
Do końca życia Ryōkana spędzali często czas razem, tworząc wiersze, dyskutując o literaturze i religii oraz spacerując po okolicznych wioskach i polach.
W 1830 r. zdrowie Ryōkana zdecydowanie się pogorszyło. Po wymianie ostatnich listów-wierszy z Teishin, zmarł wczesnym rankiem 6 stycznia 1831 r. Na jego pogrzeb przybyli mnisi, przedstawiciele z wszystkich głównych szkół japońskiego buddyzmu oraz wszyscy mieszkańcy wioski i sąsiedztwa.

### Ryōkan jako poeta i kaligraf[5]

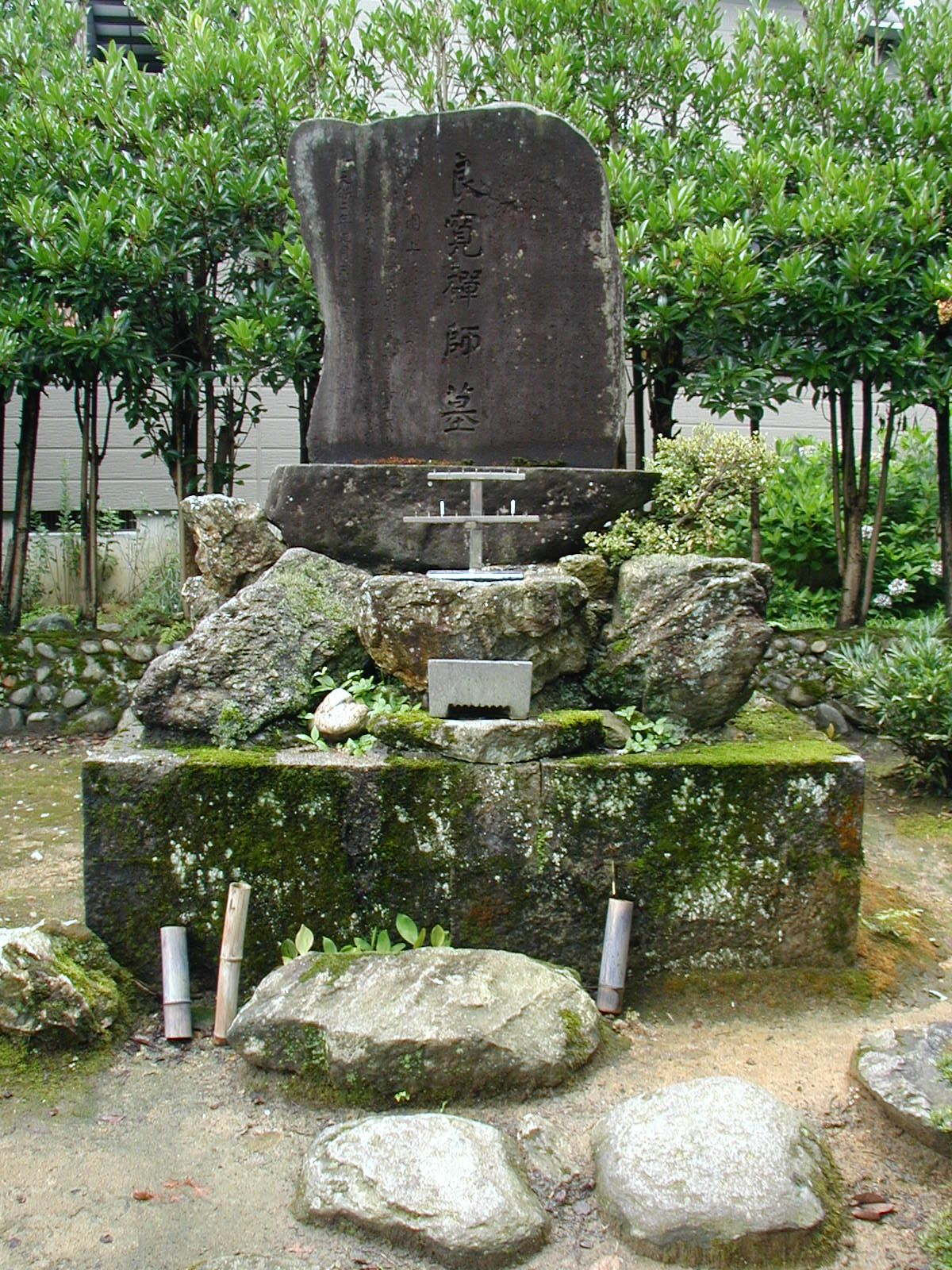
Grób Ryōkana

Mimo stanowiska Ryōkana, wyrażonego w zdaniu, że nie lubi poezji tworzonych przez poetów i kaligrafii przez kaligrafów, jego wiersze i kaligrafia są niezwykle cenione przez Japończyków.
Dla Ryōkan poezja i kaligrafia były centralnym elementem jego praktyki zen (tak jak podobnie była ona dla Ikkyū i Hakuina). Jego wiersze brzmią jak nienatrętne, naturalne i swobodne buddyjskie kazania.
Zauważyć można, iż Ryōkan był pod wpływem klasycznej chińskiej i japońskiej poezji, ale pisał jak chciał i ignorował reguły kompozycji.
| Któż mówi, że moje wiersze są wierszami? Moje wiersze nie są wierszami. Kiedy zrozumiesz, że moje wiersze nie są wierszami, Wtedy możemy rozpocząć dyskusję o poezji! |

Szczególnie bliski związek czuł Ryōkan z legendarnym chińskim poetą Hanshanem. Hanshan był również ulubionym poetą Hakuina, który napisał długi komentarz do jego poezji.
Kaligrafia Ryōkana jest nawet bardziej ceniona niż jego poezja.
Uważa się, że subtelne piękno i zachwycający nieregularny kształt jego znaków, łącząc się z czystością i ciepłem przejawianym w każdym pociągnięciu pędzelkiem, dają efekt być może przewyższający inne przykłady japońskiej kaligrafii.
Ryōkan praktykował sztukę kaligrafii nieustannie, każdego ranka. Obecnie nawet jego kartki, na których ćwiczył są traktowane jako arcydzieła. Był nieustannie nagabywany o kaligrafie tylko dla nich samych, bez względu na treść. Tymczasem według niego, kaligrafia tworzyła jedność z treścią i powinna być zawsze związana z zen. W takich przypadkach zawsze odmawiał. Ludzie imali się nawet całkowicie nieuczciwych sposobów, aby wymusić na nim wykonanie kaligrafii. Napisał nawet o tym wiersz:
| Ogoliłem moją głowę, zostałem mnichem zen, I spędziłem wiele lat na tworzeniu mojej drogi przez splątane chwasty. Ale teraz wszystko, co ludzie mówią do mnie, to Napisz nam jakiś wiersz! Napisz nam jakiś wiersz! |